# Stichopogon scaliger
Stichopogon scaliger là một loài ruồi trong họ Asilidae. Stichopogon scaliger được Loew miêu tả năm 1847.